# Chevereșu Mare
Chevereșu Mare (in ungherese Nagykövéres, in tedesco Grosskeweresch, in sloveno Kovači) è un comune della Romania di 1971 abitanti, ubicato nel distretto di Timiș, nella regione storica del Banato. 
Il comune è formato dall'unione di 3 villaggi: Chevereșu Mare, Dragșina, Vucova.